# Douglas E. Winter
Douglas E. Winter (* 30. Oktober 1950 in St. Louis, Missouri) ist ein amerikanischer Schriftsteller, Kritiker und Anwalt.
Er wuchs in Granite City, Illinois auf. Er studierte in Harvard Jura und schloss sein Studium 1975 ab. Derzeit arbeitet er mit der Anwaltskanzlei Bryan Cave zusammen. Winter war auch als Professor an der Universität von Iowa tätig. Sein Interesse an Horror führte letztlich dazu, dass er neben seinem Beruf als Anwalt als Horror-Schriftsteller und Kritiker tätig ist. Er ist Mitglied des National Book Critics Circle. 1986 gewann er den World Fantasy Award in der Kategorie Special-Pro.

## Publikationen
- Stephen King: The Art of Darkness (1984)
- Faces of Fear (1985)
- Splatter: A Cautionary Tale (limited edition, 1987)
- Prime Evil (1988)
- Darkness Absolute (limited edition, 1991)
- Black Sun (limited edition, 1994)
- Revelations (1997)
- Run (2000)
- Clive Barker: The Dark Fantastic (2002)
- Introduction to Legal Writing (2003)
- A Little Brass Book of Full Metal Fiction (limited edition, 2006)
- American Zombie (coming in 2007)